# Curt Walter (Künstler)

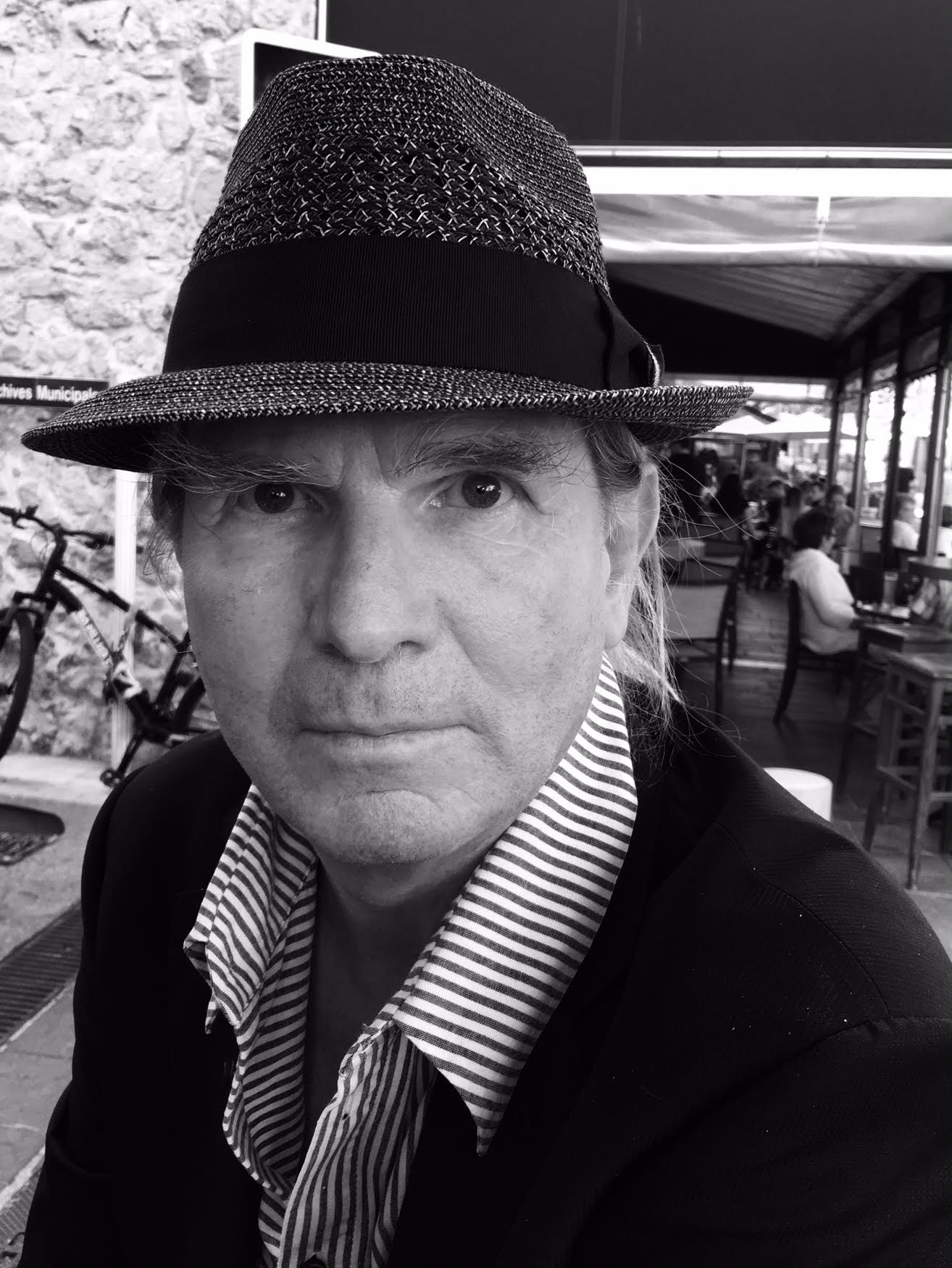
Curt Walter in Antibes, Frankreich 2017

Curt Walter, geboren als Kurt Walter Heusser (* 12. Juni 1949 in Wetzikon, ZH), ist ein Schweizer Konzept- und Aktionskünstler. Weitere Pseudonyme sind Curt Walter Tannhäuser, Hütti oder Curtt.

## Leben und Wirken
Curt Walter wuchs mit seinem Bruder in ärmlichen und zerrütteten Verhältnissen auf. Sein körperlich behinderter Vater aus Bäretswil war Heinrich Heusser († 2007), seine Mutter war Anna Katharina Tanner († 1992), aus Haslen, Appenzell.
Er besuchte die Volksschule in Kempten und die Realschule in Wetzikon. Anschließend absolvierte er eine Lehre zum Koch im Hotel Sonne in Küsnacht. Wegen Unstimmigkeiten mit dem Küchenchef setzte er seine Lehre im Restaurant bei der Urania-Sternwarte Zürich fort und absolvierte sein Examen. Danach ging er nach England und besuchte die Anglo-Continental School of English in Bournemouth  sowie im Anschluss daran von 1969 bis 1971 die Handelsschule Burghof in Rapperswil.
Ab 1971 arbeitete er beim Comte de Morelos in Meudon bei Paris als Koch und Kellner in dessen Privatvilla und erlernte die französische Sprache in der Alliance française in Paris, wo er Peter Szabò kennenlernte, den Sohn des Bildhauers Làszlo Szabò. Nach einigen Monaten, Renovation ohne Budget im und am Schloss Ravenel und den drei Ateliers in Paris (Rue Delambre 21, Rue Daguerre und Rue de la Tombe Issoire), organisierten sie gemeinsam die Neueröffnung der Academie du feu, die der Bildhauer Szabò 1968 nach der Kulturrevolution verlassen hatte. 1973–1974 war Walter Referent und Organisator der Académie du feu. Er immatrikulierte sich 1973 an der Pariser École des beaux-arts. Von 1973 bis 1976 studierte er bei Étienne Martin Bildhauerei und Plastisches Gestalten. Er widersprach Martin, weil er eine eigene Ansicht und Konzept für die Plastik entworfen hatte und gab das empirische Naturstudium auf.
Zwischendurch reiste er als Schüler und Assistent mit Szabò durch Deutschland und Ungarn und wurde dessen Meisterschüler. Für Szabò organisierte er diverse Ausstellungen. So standen monumentale Skulpturen im Gelände und im Terminal Mitte des Flughafens Frankfurt (1973) im Flughafen Hannover (1975) und 1973 in der Kunsthalle Mannheim. Er arbeitete an verschiedenen Aufträgen Szabòs mit, so z. B. an den Werken "Sonnengott", "Fliegende Fische", "Urtier" und "Feuervogel".
Ab 1975 unternahm er eine halbjährige Studienreise nach Nordamerika und Mexiko. In Colorado Springs modellierte er das Portrait des Bürgermeisters Larry Ochs in Tonerde. Zusammen mit der Malerin Java (Winnie Bryant) und deren Sohn reiste er zu den Tempelanlagen der Maya in Guatemala und Yucatan. Sie überlebten 1976 in Panajachel am Lago Atitlàn ein 3-wöchiges Erdbeben. Während drei Wochen waren sie eingesperrt und mussten 640 Eruptionen unter und über sich ergehen lassen.
Zurück in Deutschland bezogen sie ein Atelier im Jagdschloss Mönchbruch in Mörfelden-Walldorf für einige Monate. 1977 übersiedelten sie nach Elburg in Holland und bezogen ein Atelier in einem denkmalgeschützten Reethaus.
Seit 1975 ist Walter als freischaffender Künstler tätig und begann in Holland seine ersten Arbeiten in Sand-, Erde-, Strassen- und Seewerke, Fiktive Dörfer, Ruinen auf Inseln, in Elburg, Lac de St. Monde, Paris, Nikolassee und Lietzensee, Berlin und Lanzarote, Spanien. Seine zunehmende Präsenz in der Öffentlichkeit zeichnete sich ab in seinen Werken in der Tongrube Iphigenie in Breitscheid/Lauterbach, wo er versuchte das "Buch der Wandlungen", I Ging, Yi‑jing in die plastische Form umzusetzen. 1979 zog er mit Zelt und Werkzeug in die Tongrube. Es entstand eine Miniatur-Ruinenstadt, "Stadt der Wandlung", ø 12 Meter aus 12 verschiedenfarbigen Tonerden, die er in verschiedenen Tongruben im Westerwald fand, die er vor Ort in Mini-Baumaterial verwandelte. Die Stadt überliess er der Natur. Als zweite Miniatur-Stadt entstand 1980 die "Stadt der Erdleute" im Steinbruch Erdbach, die auch auf der Bundesgartenschau in Kassel gezeigt wurde. 1981 entstand die "Stadt der Wasserleute" im Landesmuseum Koblenz. Im selben jahr gewann er das Stipendium "Künstlerbahnhof Ebernburg" in Bad Münster am Stein. Er baute mit seinem thailändischen Assistenten Paisit den Brunnen "Wishing Well".
1981 siedelte Walter sich in Wetzikon (ZH) und dann in Zürich an. 1986 lernte er seine Lebensgefährtin Jsabella Gnos kennen, eine Tänzerin und Performance-Künstlerin. Später zog er auch in Monte/Tessin ein Atelier in einem alten Haus mit Garten und war 2002 Mitbegründer des Kunstvereins MonteArte.

## Werke

### Aktion Maskerade

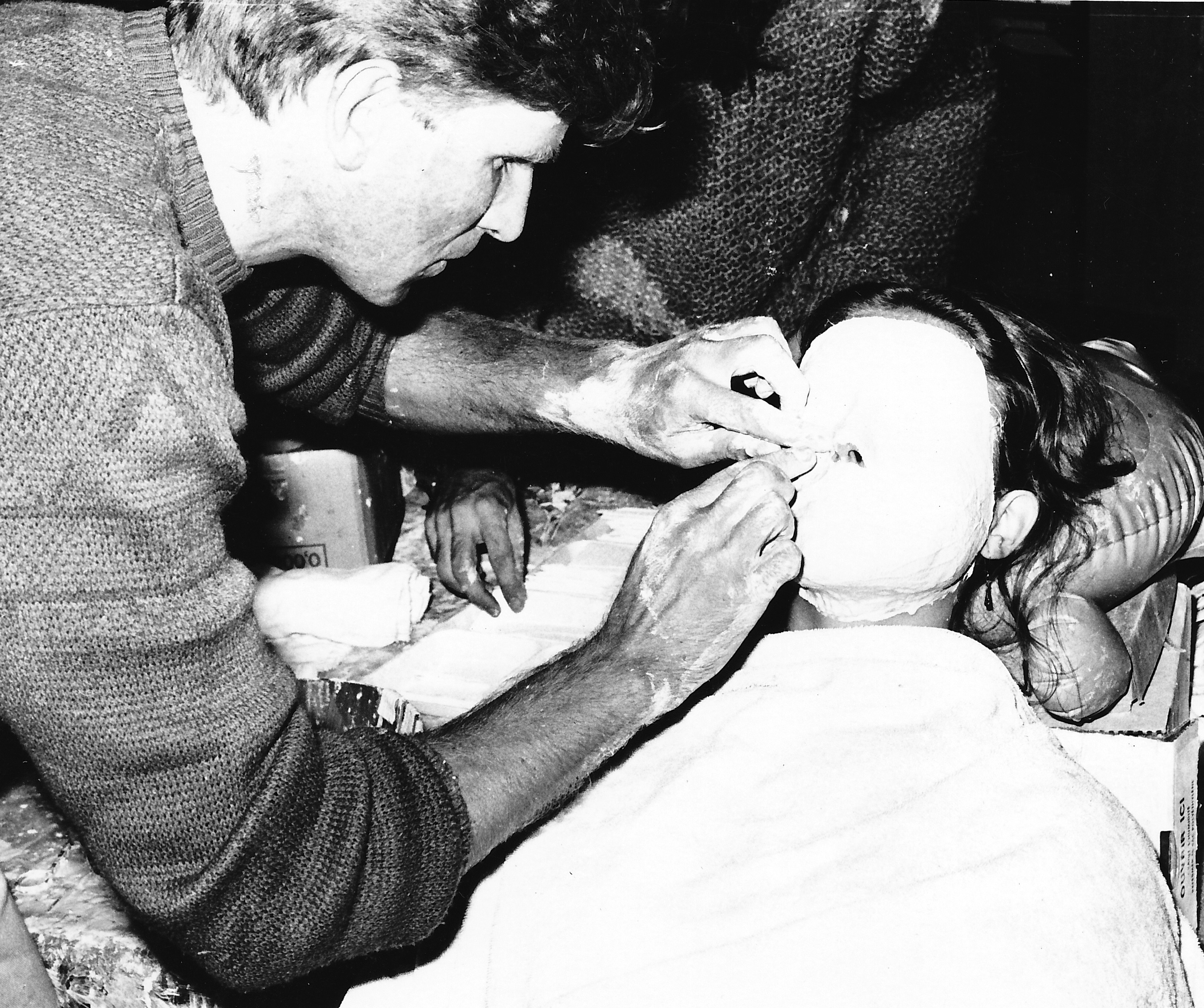
Curt Walter beim Modellieren am Jazz Festival Zürich 1983

In den Jahren 1981 bis 1985 initiierte Walter die künstlerische Aktion Maskerade: eine künstlerische inszenierte Volksbefragung von 3168 Menschen. Dabei ging es ihm um das Thema „Masse“. Mit einer Masse von 6000 geschlossenen Augen wollte er eine frontale Konfrontation gegenüber den Betrachtern provozieren. Inspiriert hatte ihn das Buch Masse und Macht von Elias Canetti. „Nicht anschauen - anschauen"“ war das Grundkonzept, wobei die Betrachter 3000 Terrakotta-Gesichter mit geschlossenen Augen betrachteten.  An über 70 Veranstaltungen in der Schweiz und Deutschland modellierte er mit Vaseline und Gipsbinden direkt ab Gesicht. Jede feinste Befindlichkeit, Mimik der „Modelle“ wurden im Gipsabguss festgehalten. An der Aktion nahmen Menschen aus allen sozialen Schichten, Nationalitäten sowie alle Altersgruppen ab ca. dem zweiten Lebensjahr teil. Berühmteste Teilnehmer waren unter anderem Claude Nobs, Baby consuelo do brasil, Elisabeth Kübler-Ross und Dee Dee Bridgewaters Tochter. Die Aktion sollte ein Zeichen setzen für den Frieden und gegen Terror, Militärische Bedrohung, Folter und Drangsalierung.
Im „Archiv der Gefühle“ legte Walter 3168 grüne Karteikarten über die von ihm modellierten Menschen an mit deren Namen, Vornamen, Adresse, Jahrgang.
Die 3168 Gipsabgüsse wurden immer wieder für verschiedene Installationen in Ausstellungen verwendet. So 1996 in der Werkhof Galerie in Zürich, wo er sie im Dachstock an die Wände nagelte, wo sie mit Taschenlampen im Dunkeln betrachtet werden konnten.

### Fluxus, Brotpapiere
1986 war Walter Teilnehmer am letzten Happening der Fluxus-Bewegung im Kunstverein Hamburg mit u. a. Robert Filliou, Nam June Paik, Joseph Beuys, Meret Oppenheim, Christo. Anlässlich der Tragödie von Tschernobyl malte er hunderte Bilder auf Seidenpapier. Die "Brotpapiere" wurden 1986–1987 in einer Ausstellung gezeigt.

### Malerei

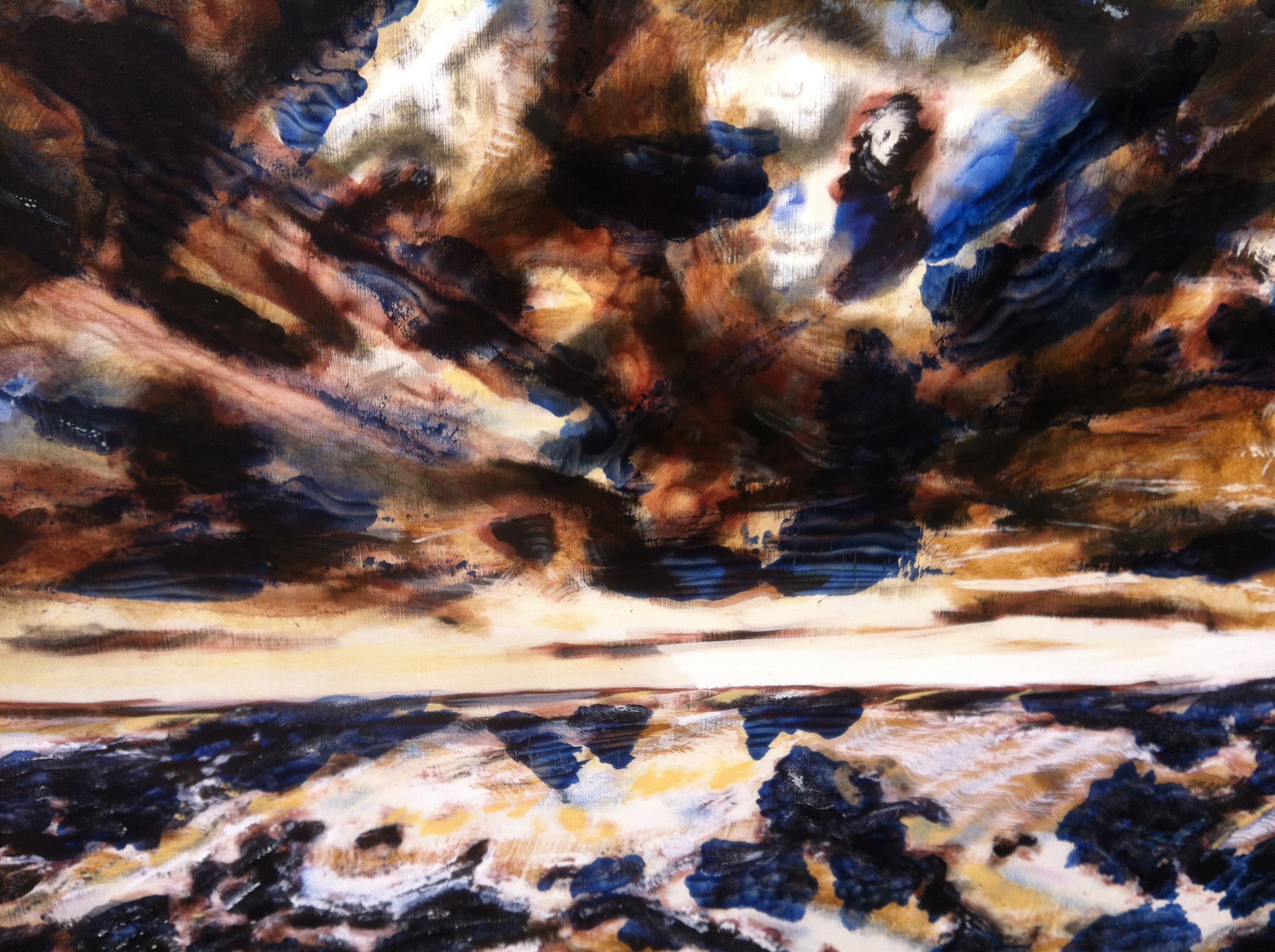
Isländische Welle 2018, Öl auf Leinwand, 102 × 142,5 cm, © Curt Walter, Monte TI

Von 1988 bis 1992 entwickelte Walter neue künstlerische Ausdrucksformen in der Malerei und verschiedene Techniken in der Pyro-Malerei. Mit Wasser und Feuer sengte er die Leinwände ab, statt Material auf den Bildträger aufzutragen. Das Atelier am Wasser in Zürich zeigte eine Auswahl dieser "Brandtafeln", die Ausstellung wurde vom Kulturtaxi Zürich gefilmt.

### ZHart
Walter gründete 1996 mit anderen Künstlern den Kunstverein ZHart in Zürich. Unterstützt wurden einige Projekte von der Stadt Zürich im öffentlichen Raum, zum Beispiel das Projekt "Bilder im Fluss", wo eine grosse Leinwand am Brückenpfeiler in der Limmat befestigten wurde und darauf ein Film projiziert.

### Kunstverein MonteArte
2002 gründete Walter in Monte (Tessin)  mit einigen Kollegen den Kunstverein MonteArte, der jährlich verschiedene Projekte veranstaltete. So 2002 "monte incontra artisti e amici", 2003 NoWaterWater, seine künstlerische Initiative zum Thema „Überschwemmung und Wassernot“. ca. 200 Künstlerinnen und Künstler folgten seinem Aufruf zu einer Mailart Ausstellung am Quellheiligtum Madonna di Lourdes. Incontrarsi, incantarsi mit Klaus Merz, Alberto Nessi, Fabio Pusterla, Anna Felder, Erminio Ferrari, Gertrud Leutenegger, Alessandro Perissinotto und Peter Weber waren literarische Spaziergänge im Valle di Muggio 2004. In „Visioni sul Monte“ (2006) zeigte er die interaktive Installation „Generosa Enterprise“, die er 2005 mit Beat Signer aus der Global Information Systems Gruppe der ETH Zürich entwickelt hatte und im Rahmen der Ausstellung „Welten des Wissens“ 150 Jahre ETH Zürich 2005 am Platzspitz Zürich präsentierte. „In...boscamento“ mit Benno Meuwly war ein Projekt 2007, wo sie mit 45 herkömmlichen Dia Projektoren, auf Fassaden in der Gemeinde Monte Bilder aus dem Wald projizierten. 2008 entstand das Projekt „Lux Pons“ mit Benno Meuwly, mit 49 Projektionen und zwei Sound-Installationen im Niemands Land an der Grenze Schweiz–Italien in Ponte Chiasso-Chiasso während der Bi6 | Biennale dell’immagine, Chiasso. 2012 folgte „Ultima cena? part #1“ mit Harald Mol und  2014 „Ultima cena? part #2“.  Diese zwei Projekte waren künstlerische Interventionen, um der Ratlosigkeit und Ohnmacht vor dem globalen Lebensmittelhandel und fragwürdigen Umgang mit natürlichen Ressourcen künstlerisch zu begegnen. „Ultima cena? part #2“ war eine Ausstellung in verschiedenen Orten in Monte mit 14 Künstlern aus der Region und dem Ausland.

## Zufall, Methode, Material
Durch die Zufallsoperationen aus dem Buch der Wandlungen, I Ging, entstanden die meisten Projekte und Werke. Immer wieder verlässt er mit seiner künstlerischen Praxis die ausgetretenen Pfade, um in eine neue noch nie da gewesene intrinsische Sichtweise einzutreten. Seine künstlerische Forschung sind Strategien, indem er Grenzen zwischen Retina, Wahrnehmungsraum und Kunstraum aufsprengt. Subversiv infiltriert er die traditionelle Materialkunde und Technik und die klassischen musealen Präsentationsformen der Skulptur, Plastik und Malerei. Walter realisiert die Zufallsphänomene auf der Grundlage des Yi Jing - I Ging - Das Buch der Wandlungen von Richard Wilhelm und Rudolf Ritsema. Dabei entsteht durch sechs Münzwürfe ein Hexagramm von sechs Linien. Dadurch werden bestimmte Orakeltexte und Bilder ermittelt, die dem Künstler die Inspiration geben für ein Kunstwerk oder Projekt. Es entstehen dann erste Skizzen oder Zeichnungen, wie ein Werk umgesetzt werden könnte. Er bestimmt auch das Material mit dem Münzwurf. Seine bevorzugten Materialien sind Tonerde, Gips im plastischen Gestalten.

## Projekte
- 1979: Stadt der Wandlung, Tongrube Iphigenie, Breitscheid.
- 1980: Stadt der Erdleute, Landesmuseum Koblenz. Stadt der Erdleute, Steinbruch Erdbach, Deutschland[3]
- 1981–1986: Aktion Maskerade, eine künstlerisch inszenierte Volksbefragung. Er modellierte von 3168 Menschen einen Gipsabguss vom Gesicht.[4]
- 2000: Hors Sol, 1. Triennale der Skulptur, Bad Ragartz, Bad Ragaz, 7 Installationen[5]
- 2003: noWaterWater, Kunstverein MonteArte, Monte, Installationen, zeitgenössischer Tanz, Choreographie Jsabella Gnos[6]
- 2005: Generosa Enterprise, ETH, Zürich, Interaktive Installation[7]
- 2007: Lichtprojekt “in...boscamento” in Monte[8][9]
- 2008: Lux Pons, Bi6, Biennale dell’immagine Chiasso[10]
- 2009–10: in between, MEWO, Kunsthalle Memmingen, Deutschland[11]
- 2010: Manca qualcosa! dove siete?, Kunstverein lo spirito del Lago, Isola Bella, Installation[12]
- 2012: Ultima cena? part #1, Kunstverein MonteArte, Monte, TI, Schweiz, Lichtinstallation[13]
- 2013: Installation Public toilet, RothusHalle, Solothurn, im Rahmen der Ausstellung „M A H L Z E I T ! Wann ist genug genug“?[14]

## Ausstellungen (Auswahl)

### Einzelausstellungen
- 1978: Jeden Tag eine künstlerische Idee, jeden Tag eine Skulptur, Kunst im öffentlichen Raum, Elburg NL, Skulpturen. Sand-, Erde -, Strassen - und Seearbeiten, fiktive Dörfer, Ruinen auf Inseln, Kunst im öffentlichen Raum, Elburg, Lac de St. Mondé, Paris; Nikolassee und Lietzensee, Berlin, Lanzarote, Strassenkunst
- 1979: Stadt der Wandlung, Tongrube Iphigenie, Breitscheid. Das I Ging in die plastische Form umgesetzt
- 1980: Stadt der Erdleute, Landesmuseum Koblenz. Stadt der Erdleute, Steinbruch Erdbach, Deutschland
- 1981: Stadt der Wandlung, Künstlerbahnhof Bad Münster am Stein und Wishing Well, Künstlerbahnhof Bad Münster a. Stein, Brunnengestaltung Wishing Well
- 1987: Brotpapiere, Galerie Stummer, Zürich, aus der Werkgruppe Brotpapiere. ...ich zeige meine Ernte, Atelier Zollikon, aus der Werkgruppe Brotpapiere
- 1994: Gehäuse, Atelier Schlieren, Bearbeitete Omega Uhren
- 1996: Ausstellung im Atelier, Monte, Meine Sammlung. "Bankett der Farben", sächs. Akademie, Dresden, Poesie der Farben. "Auflösung", Homöopathische Praxis Spycher, "Sculpture morte", Werkhof Galerie, Zürich, Installation 3168 Gesichter in Gips[15]
- 2001: Portable Museen und I'me, Sala del Torchio, Balerna, Malereien, Skulpturen
- 2002: Brandtafeln, Finter Bank, Chiasso, Malerei. "Luce sotto la pelle", Isole di Brissago, 4 Installationen
- 2010–2014: Permanente Ausstellung, Galerie Visibel, Zürich, Malerei, Plastiken, Fotografie

### Gruppenausstellungen
- 1974: Lebensbaum, Rathaus Mainz, mit Laszlo Szabo
- 1982: Selbstbildnis, Zürcher Oberländer, Schloss Grüningen
- 1981–1986: Aktion Maskerade, künstlerisch inszenierte Volksbefragung. Er modellierte von 3168 Menschen, Kinder, Frauen, Männer einen Gipsabguss vom Gesicht
- 1985: Tränkeplatz, Skulptura›85, Zollikon, Installation
- 1986: Zeichnungen, Projektskizzen, Zugehend auf eine Biennale des Friedens, Kunsthalle Hamburg, Rene Block und Robert Filliou u. a.
- 1989: I Fall to Pieces, Restless, Liberty in all doubt, Welcome to paradise, Museum Fodor Amsterdam, Fax-art bei Art meets science and spirituality in a changing economy.
- 1996–1998: Kunstverein ZHart, Stadt Zürich, verschiedene Kunstprojekte im öffentlichen Raum in der Stadt Zürich
- 2000: Hors Sol, 1. Triennale der Skulptur, Bad Ragartz, Bad Ragaz, 7 Installationen
- 2005: Generosa Enterprise, ETH, Zürich, Interaktive Installation
- 2008: Lux Pons, Bi6, Biennale dell'immagine, Chiasso, Cultura Chiasso
- 2010: in between, MEWO, Kunsthalle Memmingen, Installation mit 2226 Gesichtsabgüssen in Gips
- 2013: Installation Public toilet, RothusHalle, Solothurn, im Rahmen der Ausstellung „M A H L Z E I T ! Wann ist genug genug“?

## Video und Audio
- Projekt Hors Sol im alten Dorfbad Bad Ragatz, 7 Licht-, Ton Installationen[16]
- 2010: DVD,  Torrid Landscape, Cultura Chiasso

## Filme
- 1996: Video, " Hold out", Werkgalerie Zürich
- Video "Auch ein Weg", Institut für wissenschaftliche Fotografie, Schloss Weissenstein Deutschland,
- 1986: Film: "Hommage an die Blitztoten", RSI Lugano (ViaVai)
- 1981: Film: "Stadt der Erdleute", Steinbruch Erdbach, Deutschland, Aspekte ZDF
- 2020: Film: "Synchronized with the wind", U.S.A. Performance Jsabella Gnos, Zürich

## Publikationen
- Cover–Design für CD der Band Radio Osaka aus Zürich, X FADE, Zürich 1992 Weblink ist nicht mehr gültig http://www.radio-osaka.ch/cds/x-fade.php
- In ... boscamento, Ausstellungskatalog, deutsch und italienisch, Verlag Salvioni, Bellinzona 2010, ISBN 978-88-7967-288-7. Katalog ist vergriffen.
- Mahlzeit! Wann ist genug genug? Katalog, Rothus Halle, Solothurn, 2013 ISBN 978-3-906060-11-8
- Buch EXPOMAT, Edition Patrick Frey, Zürich 2002, Seite 108, 2234